# اسکار ده کوک
اسکار ده کوک (هلندی: Oscar De Cock؛ ۱۸۸۱ - نامشخص) قایقران روئینگ اهل بلژیک بود.
وی در مسابقات کشوری و بین‌المللی در مجموع برندهٔ ۲ مدال طلا، ۱ مدال نقره شده‌است.